# جین برکین/سرژ گنزبور
| بررسی انتقادی | بررسی انتقادی |
| منبع          | رتبه‌بندی      |
| ------------- | ------------- |
| آل‌میوزیک      | [ ۱ ]         |
| پیچفورک       | ۸٫۸/۱۰        |
| پاپ‌مترز       | [ ۳ ]         |

جین برکین/سرژ گنزبور (انگلیسی: Jane Birkin/Serge Gainsbourg) یک آلبوم استودیویی از سرژ گنزبور و جین برکین است که در سال ۱۹۶۹ منتشر شد. یکی از ترانه‌های این آلبوم به نام «دوستت دارم… من هم نه» به رتبه اول جدول تک‌آهنگ‌های بریتانیا رسید. ترانهٔ «جین بی» اقتباسی از «پرلود چهارم از اپوس ۲۸ در می مینور» اثرِ فردریک شوپن است که تنظیم آن توسط آرتور گرینسلید انجام شد.

## فهرست ترانه‌های آلبوم

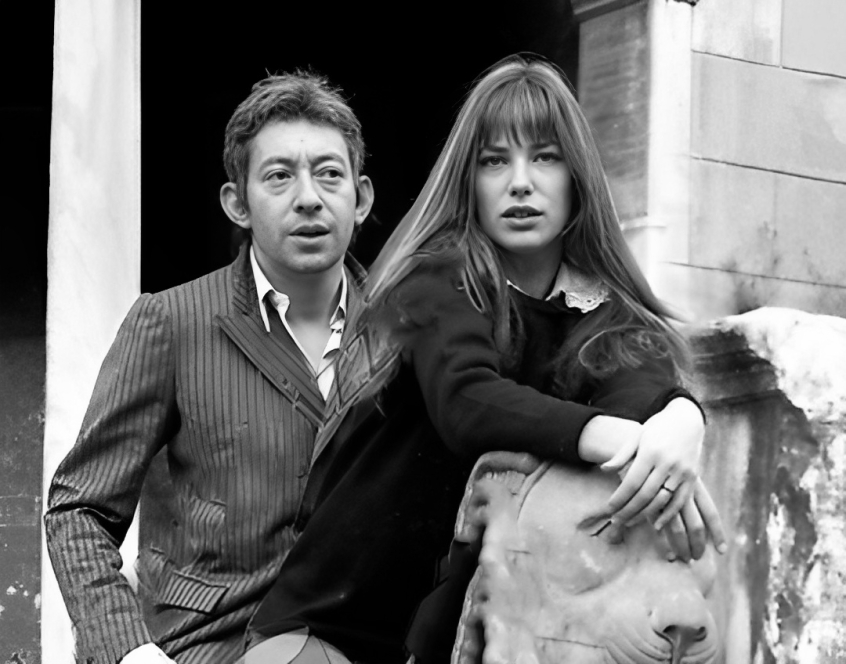
سرژ گنزبور – جین برکین – خواننده

همهٔ ترانه‌ها توسط سرژ گنزبور نوشته شده‌است.
| شماره | نام                    | خواننده               | مدت  |
| ----- | ---------------------- | --------------------- | ---- |
| ۱.    | «دوستت دارم… من هم نه» | سرژ گنزبور، جین برکین | ۴:۲۳ |
| ۲.    | «عشق»                  | سرژ گنزبور            | ۲:۱۷ |
| ۳.    | «اورانگوتان‌ها»         | جین برکین             | ۲:۲۸ |
| ۴.    | «دقیقاً زیر آفتاب»      | سرژ گنزبور            | ۲:۵۲ |
| ۵.    | «۱۸–۳۹»                | جین برکین             | ۲:۳۹ |
| ۶.    | «۶۹ سال عشق شهوانی»    | سرژ گنزبور، جین برکین | ۳:۲۱ |
| ۷.    | «جین بی»               | جین برکین             | ۳:۰۹ |
| ۸.    | «اِلیسا»                | سرژ گنزبور            | ۲:۳۱ |
| ۹.    | «قناری در بالکن»       | جین برکین             | ۲:۲۰ |
| ۱۰.   | «آب‌نبات‌چوبی»           | سرژ گنزبور            | ۲:۳۷ |
| ۱۱.   | «مَنون»                 | سرژ گنزبور            | ۲:۴۱ |

| انتشار مجدد آهنگ اضافه | انتشار مجدد آهنگ اضافه | انتشار مجدد آهنگ اضافه | انتشار مجدد آهنگ اضافه |
| شماره                  | نام                    | خواننده                | مدت                    |
| ---------------------- | ---------------------- | ---------------------- | ---------------------- |
| ۱۲.                    | «ترانهٔ شعار»           | سرژ گنزبور، جین برکین  | ۲:۵۳                   |

## هنرمندان آلبوم
- سرژ گنزبور – خواننده
- جین برکین – خواننده
- آرتور گرینسلید – تنظیم‌کننده، رهبر ارکستر
- ژان-کلود دِمارتی – تهیه‌کننده هنری
- ژان دوگ – عکاس

## جداول موسیقی
| جدول                              | بالاترین رتبه |
| --------------------------------- | ------------- |
| آلبوم‌های فرانسوی (اس‌ان‌ئی‌پی)       | ۱۲۸           |
| ایالات متحده آمریکا (بیلبورد ۲۰۰) | ۱۹۶           |